# Écluse de Bram
L'écluse de Bram est une écluse à chambre unique du canal du Midi. Construite vers 1674, elle se trouve à 80,3 km de Toulouse à 126 m d'altitude. Les écluses adjacentes sont l'écluse de Béteille à l'est et l'écluse de Sauzens, à l'ouest.
Elle est située sur la commune de Bram dans le département de l'Aude en région Occitanie.